# Indonesische kanarie
De Indonesische kanarie (Chrysocorythus estherae; synoniem: Serinus estherae) is een zangvogel uit de familie Fringillidae (vinkachtigen).

## Kenmerken
De vogel is 11 tot 12 cm lang. Het is een vink met een forse, kegelvormige snavel, heldergele vleugelstrepen en stuit en zwart gestreepte borst.

## Verspreiding en leefgebied
De vogel komt voor in graslanden en gebieden met natuurlijk bos en struikgewas in bergachtig gebieden op hoogten tussen 1300 en 3400 meter boven zeeniveau.
De soort telt vier ondersoorten:
- C. e. vanderbilti: noordelijk Sumatra.
- C. e. estherae: midden- en westelijk Java.
- C. e. orientalis: oostelijk Java.
- C. e. renatae: Celebes.